# 藤井みつる
藤井 みつる（ふじい みつる、1月17日 - ）は、日本の漫画家。青森県出身、やぎ座のA型。
1996年、『デラックス別冊少女コミック』12月5日号に掲載された「私小説」でデビュー。
『プチコミック』（小学館）、『月刊flowers』（小学館）、『Silky』（白泉社）、『恋愛LoveMAX』（秋田書店）などの漫画雑誌で活躍する。

## 作品リスト
小学館
- の、穴 （1998年、ISBN 4-09-137661-4）
- 強く儚い者たち （1999年、ISBN 4-09-137662-2）
- 百年の秘密 （2000年、ISBN 4-09-137663-0）
- 甘いストレス （2000年、ISBN 4-09-137664-9）
- 口マニュアル （2001年、ISBN 4-09-137665-7）
- TARO伝説 （2001年、ISBN 4-09-137666-5）
- めっ! （2002年、ISBN 4-09-137667-3）
- ドレミファイト （2002年、ISBN 4-09-137668-1）
- 女教師 （2002年、ISBN 4-09-137669-X）
- ろくでなし （2003年、ISBN 4-09-137670-3）
- 調教師 （2003年、ISBN 4-09-138531-1）
- 官能小説 （2003年 - 2005年、全5巻） - 2007年に大久保麻梨子主演で映画化された。
- 上京日和 （2004年 - 2008年、全4巻）
- へたれスパイラル （2006年、全2巻）
- さようなら、美しい人 （2007年、全2巻）
- 官能小説・外伝 （2008年）
- 教授と僕 （2009年、全2巻）
- Come on! Boys & Girls（2010年、ISBN 978-4-09-133308-7）
- 伝説の秘書 Come on! Boys & Girls II（2011年、ISBN 978-4-09-134185-3）
- 愛だけ探していられない（2012年 - 2013年、全3巻）

その他
- キライ先生 （2008年 - 2011年、秋田書店、全3巻）
- 町工場カノジョ（2011年、白泉社、全1巻）
- ハンサム・レディ -新島八重物語- （2012年、大都社、全1巻）